# Natalija Krol
Natalija Oleksandriwna Krol, geb. Pryschtschepa (ukrainisch Наталія Олександрівна Кроль (Прищепа); englisch Nataliya Krol (Pryshchepa); * 11. September 1994 in Riwne) ist eine ukrainische Leichtathletin, die im Mittelstreckenlauf an den Start geht und sich auf die 800 Meter spezialisiert hatte. Über diese Distanz wurde sie 2016 und 2018 Europameisterin.

## Sportliche Laufbahn
Erste internationale Erfahrungen sammelte Natalija Krol 2011 bei den Jugendweltmeisterschaften nahe Lille, bei denen sie über 800 Meter bis in das Halbfinale gelangte und dort mit 2:08,30 min ausschied. Im Jahr darauf nahm sie im 1500-Meter-Lauf an den Juniorenweltmeisterschaften in Barcelona teil, scheiterte aber mit 4:29,00 min bereits im Vorlauf. 2013 siegte sie bei den Junioreneuropameisterschaften in Rieti in 4:18,51 min über 1500 Meter und 2014 erreichte sie bei den Europameisterschaften in Zürich das Finale, in dem sie mit 4:11,86 min den zehnten Platz belegte. Bei den U23-Europameisterschaften 2015 in Tallinn gewann sie in 4:06,29 min die Bronzemedaille hinter der Serbin Amela Terzić und Sofia Ennaoui aus Polen. 2016 gewann sie überraschend bei den Europameisterschaften in Amsterdam in 1:59,70 min die Goldmedaille im 800-Meter-Lauf. Jedoch wurde sie dafür kritisiert, dass sie am Vortag im Vorlauf über 1500 Meter humpelnd die Laufbahn verlassen hatte und bei ihrem Sieg keine gesundheitliche Beeinträchtigungen zu bemerken waren. Auf der Zielgeraden holte sie mit einem sehr schnellen Endspurt noch von Platz fünf aus den Sieg. Damit qualifizierte sie sich auch für die Olympischen Spiele in Rio de Janeiro, bei denen sie mit 1:59,95 min im Halbfinale ausschied.
Nach einer durchwachsenen Saison 2017 konnte sich Krol 2018 bei den Europameisterschaften in Berlin wieder deutlich steigern und verteidigte in 2:00,38 min erfolgreich ihren Titel über 800 Meter. Anschließend wurde sie beim Continentalcup in Ostrava in 1:59,58 min Vierte. Im Jahr darauf nahm sie erstmals an den Weltmeisterschaften in Doha teil und erreichte dort das Halbfinale, in dem sie mit 2:01,24 min ausschied. Anschließend siegte sie bei den Militärweltspielen in Wuhan in 2:05,14 min über 800 Meter und musste sich über 1500 Meter in 4:26,63 min nur der Kenianerin Winny Chebet geschlagen geben und gewann somit Silber. Nach Ablauf ihrer Dopingsperre startete sie bei den Crosslauf-Europameisterschaften in Dublin und belegte dort in 18:49 min den neunten Platz in der Mixed-Staffel. Im Jahr darauf schied sie bei den Europameisterschaften in München mit 2:01,84 min im Halbfinale über 800 Meter aus und 2023 siegte sie in 2:01,55 min bei der Papaflessia sowie in 2:01,84 min beim Memoriál Josefa Odložila. Im Juni wurde sie bei der 2. Liga der Team-Europameisterschaft im Rahmen der Europaspiele in Chorzów in 1:59,77 min Erste und sicherte sich damit ligenübergreifend die Goldmedaille. Im August schied sie bei den Weltmeisterschaften in Budapest mit 2:01,62 min in der ersten Runde aus. Im Jahr darauf schied sie bei den Europameisterschaften in Rom mit 2:02,87 min in der ersten Runde aus.
In den Jahren 2011, 2013 und 2014, 2016 und 2018 und 2022 wurde Krol ukrainische Meisterin im 1500-Meter-Lauf sowie 2016, 2018 und 2023 auch über 800 Meter. In der Halle siegte sie 2013 und 2023 über 1500 Meter.

### Dopingsperre
Im Februar 2020 wurde Krol wegen eines positiven Dopingtests auf die Substanz Hydrochlorothiazid vorläufig suspendiert und im August 2020 für 20 Monate vom 16. Januar 2020 bis 15. September 2021 gesperrt.

## Persönliche Bestleistungen
- 800 Meter: 1:58,60 min, 1. September 2016 in Zürich
- 1500 Meter: 4:06,29 min, 12. Juli 2015 in Tallinn
  - 1500 Meter (Halle): 4:24,12 min, 19. Februar 2023 in Kiew